# غوستاف فون راوخ
غوستاف فون راوخ (بالألمانية: Gustav von Rauch) هو سياسي ألماني، ولد في 1 أبريل 1774 في براونشفايغ في ألمانيا، وتوفي في 2 أبريل 1841 في برلين في ألمانيا.